# حماس هلدینگ
حماس هلدینگ (انگلیسی: Hemas Holdings) شرکت خوشه‌ای سری‌لانکایی است، که در سال ۱۹۴۸ تأسیس شد.